# Yiotisha
Jyiotish es el sistema astrológico que viene de los vedas, no necesariamente del hinduismo. De hecho el hinduismo también se origina de los vedas. Jyiotish es la astrología vedica.
También se lo conoce como:
- astrología védica (nombres que la relacionan con la tradición védica);
- astrología india o astrología hindú (nombre que la relaciona con su país de origen, la India);
- astrología védica (nombre frecuentemente usado, ya que la relaciona con los Vedas [II milenio a. C.]. Si bien no figura en los Vedas, figura dentro de algunos de los samhitas, los cuales son posteriores y complementarios a los Vedas).

## Transliteraciones y etimología
- jyotish o jyotisha en idioma inglés.[1]
- jyotiṣa en el sistema AITS (alfabeto internacional para la transliteración del sánscrito).[2]
- ज्योतिष en letra devanagari del idioma sánscrito).[2]
- Pronunciación:
  - /yiotísha/ en sánscrito[2] o bien
  - /yiotísh/ en varios idiomas modernos de la India (como el bengalí, el hindí, el maratí o el palí).[1]
- Etimología: El término proviene del sánscrito yiotiṣa, y este de yiótish ("resplandor divino", ).

Hasta cierto punto, en la India moderna, la astrología incluso logra retener una posición entre las disciplinas científicas, un puesto que en Occidente perdió durante el humanismo del Renacimiento.
Tras un controvertido juicio de la Corte Suprema del estado de Andhra Pradesh en 2001, algunas universidades indias incluso ofrecen posgrados en astrología.

## Rāśi (los signos zodiacales)
| Signo                | Parte del cuerpo             |
| -------------------- | ---------------------------- |
| Meṣa (Aries)         | cabeza                       |
| Vṛṣabha (Tauro)      | boca y cuello                |
| Mithuna (Géminis)    | hombros, brazos y manos      |
| Karka (Cáncer)       | torso                        |
| Siṃha (Leo)          | corazón                      |
| Kaniá (Virgo)        | sistema digestivo            |
| Tula (Libra)         | área umbilical, riñones      |
| Vrischika (Escorpio) | órganos sexuales             |
| Dhanus (Sagitario)   | muslos                       |
| Makara (Capricornio) | esqueleto                    |
| Kumbha (Acuario)     | gemelos y la piel en general |
| Mīna (Piscis)        | pies                         |